# 高千穂の夜神楽

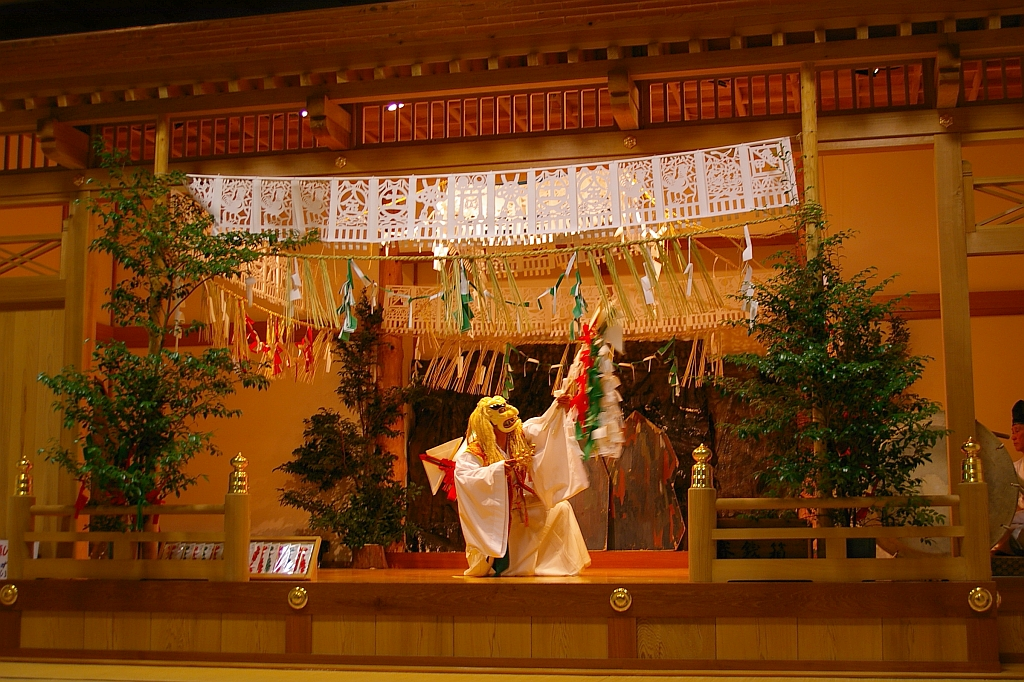
高千穂神社の夜神楽

高千穂の夜神楽（たかちほのよかぐら）は、宮崎県西臼杵郡高千穂町に伝わる民俗芸能。毎年11月中旬から2月上旬にかけて、町内のおよそ20の集落でそれぞれ氏神を民家等に迎えて奉納される神楽の総称である。幸多き秋の実りに感謝し、来年の豊穣を祈願するため神々に33番の神楽を奉納する。その他、一般向けに天岩戸神社の「天岩戸夜神楽33番大公開まつり」（11月3日）や高千穂神社の「神話の高千穂夜神楽まつり」（11月22・23日）としても披露され、高千穂神社の神楽殿では年間を通じて毎夜観光客向けに代表的な4番を演じている。国の重要無形民俗文化財。
現在は神道信仰に基づく行事として行われているが、実態は狩猟採集文化や農耕文化の名残を留めつつ、修験道、陰陽道、仏教の影響、さらに国学による修正もうかがわれ、日本の文化を織り成す多様な要素が混在する。

## 歴史
- 伝承では、いわゆる岩戸隠れの神話の中で天照大神が岩窟天岩戸に篭った際、その前で天鈿女命が舞った舞に起源を持つと伝えるが、これは全国各地の神楽に対して一般に語られることである。
- 地元に残る文献資料としては文治5年（1189年）の「旭大神文書」（高千穂神社所蔵）にある「七日七夜のごじんらく」との記述が「神楽」に相当する語の、長禄4年（1460年）の「桑之内二神外宮宣命之状」（高千穂神社所蔵）が「神楽」の語の、宝暦4年（1754年）の古文書（五ケ所村庄屋の御用控帳）が「夜神楽」の語のそれぞれ初出であるとされる[2]。
- 高千穂の神楽について研究した小手川善次郎はその成立年代を、概ね平安時代の末から源平時代（12世紀後半を指していると思われる）と推定している[3]。
- 岩戸地区に残る町内最古の神楽面「尾迫荒神面」は室町時代の、高千穂神社に伝わる神面は安土時代の作と言われている[4]。
- 高千穂神社の祭神である三毛入野命が鬼八を退治した後に、その怨霊の鎮魂のために始めた「猪（しし）掛け祭」に端を発するという説もある[1]が、この祭の様式やその中で奉納される「笹ふり神楽」の様態が、神楽を含む「素朴な祭祀の名残」、「高千穂神楽の最古型」[5]という解釈が主流である。

- 現在、地域の民家を夜神楽の会場（神楽宿）とし、地域住民が舞を奉納するのが原則となっているが、この形式は比較的新しく、古代、山で行われていたが、村里で行われ、神楽となり締がつくられる様になった。江戸末期ごろまでは神社の社殿か境内の神楽殿において、神職や社人と呼ばれる人々が奉納していたと考えられている[2]。
- 昭和53年（1978年）5月22日に重要無形民俗文化財に指定されたが、それより前、同45年6月8日に三田井・浅ヶ部部落の神楽が「高千穂神楽」として「記録作成等の措置を講ずべき無形の民俗文化財（選択無形民俗文化財）」とされている。

## 態様
各神社の氏子集落内の一軒の民家を占いにより夜神楽の会場（神楽宿。ただし、現在は公民館などで代用する例も多い）に指定する。神楽宿造りは、役割を決められた地区の男衆総出で行われる。天体と季節の円滑な移り変わりを願う「エリモノ」を作った後、内注連（うちじめ：2軒四方の表座敷に貼る）、神庭（こうにわ：内注連の内側に作る。神楽を舞う為の最も神聖な場所。）、雲（神庭の天井に作られる寺院の天蓋のようなもの）、みどりの糸（内注連から外注連に伝って伸びる4本の綱）、外注連（そとじめ：3本の竹を立て、榊で囲む様にして作る。神が降臨する場所で、天地を表す上下2つの「浮輪（うきわ）」が付けられている。棚には種籾（たねもみ）が置かれ、穀物の神が山に鎮座している事を示している）、屋根に弓矢と千木を作り、必要な設えを整えた後、通常初日の午後2-4時頃に氏神社にて宮神楽（一般に後述三十三番のうち序盤の重要な3番「式三番」のみ）を奉納。その後、神社の神体を載せた神輿を中心とした神幸行列を組み（距離、天候等の事情で省略することも多い）、神楽宿へ舞いながら入る（舞い込み）。神体を祭壇に鎮座させ、神事を行って「神迎え」を終えた後、改めて神楽奉納が始まる。
その内容は、原則として33の演目（神楽三十三番）から構成されるがその内容は地区によりかなり異なり、概ね5系統（三田井系、岩戸系、上野・田原系、押方・二上系、日之影岩井川系）に分類される。高千穂の夜神楽の代表例として紹介されることが多いのは高千穂町中心部の三田井地区のものだが、その典型的な番付は次の通り。1彦舞、2太殿、3神降、4鎮守、5杉登、6地固、7幣神添、8武智、9太刀神添、10弓正護、11沖逢、12岩潜、13地割、14山森、15袖花、16本花、17五穀、18七貴人、19八つ鉢、20御神体、21住吉、22伊勢神楽、23柴引、24手力雄、25鈿女、26戸取、27舞開、28日の前。29大神、30御柴、31注連口、32繰下し、33雲下し。序盤に神事が行われることが多い。神楽宿の外では、見物に来た里人達が、「神楽せり」を始めて、神楽を盛り上げる。終了は翌日の午前8-10時ごろのことが多い。その後、神楽宿の片付けと平行して、神体を氏神社に送り届ける「神送り」が最小限の人数で静かに行われる。
以下、参照文献に記した出典の『高千穂夜神楽』、及び高千穂町の編集による神楽のビデオに基づき、神楽三十三番の内容の詳細を記載すると次のとおりである。（和歌は内容に合わせて添えられたとおぼしきパンフ等の伝承）
1番・猿田彦命から、6番の日本刀で地に置いた扇の日の丸を突き、赤い長布を揺する地固め、7番の幣による祓いの幣神添（ひかんぜ）までを、「淀七番」と呼ぶ。神々が天孫降臨の場を固めて国造りをしたことを表し、ここまでで願成就とされる。（注連（シメ）引けばここも高天の原よ立つ、集まり給え四方の神々）
8番・武智から13番・地割は、日本刀の剣舞が中心。中国の太極剣と同様、片足の脛にもう一方の足の膝をつけ腰を落とした姿勢（歇歩（シュイブー））から高速スピン旋回して斬る動作が多い。腰骨の延長線上に剣を持ち、宮本武蔵の二刀流に似た姿勢で、以後全ての舞に共通して見られる、戸田神影流と呼ばれる。（山は雪、水は氷となり果てて、溶けるかたより立つは白波）
この男性による剣舞部分は面をつけず、直面（ひためん）で舞う。ここの部分で、安産祈願の女性の帯を、舞い手の男性がたすきがけにして背中で結び舞う風習がある。この男と女が帯を交換する部分こそが、子孫繁栄を祈願し、天孫との関係を結んでいた古代人の智恵を示すポイントである。（日向なる二上岳のふもとには、乳ケ窟（チチガイワヤ）に子種まします）
14番・山森で、夜神楽の前に贄にした猪の象徴である、獅子を伴う山神が出た後は、神面をつけた舞いになる。15番・袖花・16番・本花で、天鈿女命が登場。赤い長布をスカーフのように頭に巻いて髪の毛に模し、白衣を着た女面である。これは、20番の御神体でのイザナギ・イザナミ二神による酒造りの舞の、酔ったイザナミのオカメ顔と全く違い、瓜実顔の美人面である。（住吉の岸うつ波に苔はえて、松は見事にあらわれにけり）
24番・手力雄が岩戸を探し当てた後、彼の袖の影に隠れて見えない場所にいた25番の舞い手の鈿女が瞬時に入れ替わって舞う。25番・鈿女は、腰を落とさない直立に近い姿勢のまま、小股でゆっくり旋回して女性を表現。左手に笹葉に模した木の枝を、剣のつかのように立てて握り、右手に持つ幣をつけた五十鈴で、剣を水平に突き刺す動作を行う。（日向なる逢初川のはたにこそ、宿世結びの神ぞまします）
26番・戸取りで手力雄が再登場して岩戸を持ち上げて投げ飛ばし、27番・舞開で岩戸の中にあった太陽と月を象徴する鏡を両手に持って舞う。（君が代の久しかるべく祈りして、いまは日月納めまします）天照に相当するのは鏡であり。それは神＝舞い手としては最後まで登場しない。28番の日の前、天児屋命、猿田彦命、思兼命、天鈿女命が祝福し、29番で大神が登場する。大神はアマテラスでなく、男性の海神、大わだつみの神である。
夜が明けて、30番・御柴からは、麦わら船のマストを象った外注連の高木の周りを舞い、33番・雲下ろしで神霊が降臨する。（高千穂の天の香具山榊葉を、その日の注連に掛けて舞うらん）
高千穂の夜神楽の舞の中に女性神アマテラスは登場しないが、戸取の舞で取り払われた岩戸の奥にはアマテラスを象徴するものとして、神社の神体（鏡や女神像）が置かれる。一部地区では幼い男児がその役をつとめる例もある（日之影岩井川系）。
一般には神面を付けた舞のイメージが強いが、実際にはそのような舞は全体の半分以下で、面を着けず複数の舞い手で舞う舞（「平手」などとも呼ばれる）が目立ち、その多くは御幣、鈴、扇、榊の小枝、刀、弓矢、たすき（女帯を含む）などの小道具を手にし、比較的単調な動きを反復する（あまりストーリー性は感じられない）舞が多い。岩戸隠れ神話を表現しているされる終盤の「岩戸五番」などにはストーリー性が込められているものの、全体的に見た場合、そのようなストーリー性は希薄である。
伝統的には、舞の奉納だけでなく、すべての準備や炊事にも女性の手は借りず、男性だけで行うものだった。しかし、現在では炊事（飲食のまかない）の部分に地元女性の手助けを受ける地区が多い。また、正式な神楽の舞い手（「ほしゃ」と呼ばれる）はすべて男性だが、一部では女子児童生徒が舞った例もある。